# Gmina Czarnocin (Powiat Piotrkowski)
Die Gmina Czarnocin ist eine Landgemeinde im Powiat Piotrkowski der Woiwodschaft Łódź in Polen. Ihr Sitz ist das gleichnamige Dorf.

## Gliederung
Zur Landgemeinde Czarnocin gehören 14 Dörfer mit einem Schulzenamt:
Bieżywody
Biskupia Wola
Budy Szynczyckie
Czarnocin I
Czarnocin II
Dalków (Dalken)
Grabina Wola
Kalska Wola
Rzepki
Szynczyce
Tychów
Wola Kutowa
Zamość
Zawodzie

## Verkehr
Der nach dem gleichnamigen Fluss benannte Haltepunkt Wolbórka an der Bahnstrecke Warszawa–Katowice liegt im Gemeindegebiet.